# CQ出版
CQ出版株式会社（シーキューしゅっぱん）は、東京都文京区に本社を置く出版社。アマチュア無線・電子工学関連の雑誌、書籍を発行する。

## 概要
元々は日本アマチュア無線連盟（JARL）の機関誌であった『CQ ham radio』を、株式会社CQ出版社から引継ぎ、1954年5月創業（社長：小沢俊昭）。1954年12月から1995年まで、豊島区巣鴨のJARL事務局と同じ建物内に本社を構えるなど、JARLと関係が深い。
正式社名「CQ出版株式会社」と併せて、出版物・ウェブサイトなどでは「CQ出版社」と言う名称も使用している。
2015年4月20日に文京区千石四丁目の新社屋が完成し、5月7日に新社屋での業務を開始した。

## 主な定期刊行雑誌
- CQ ham radio
- 別冊CQ ham radio
- トランジスタ技術
- トランジスタ技術SPECIAL
- Interface（インターフェース）
- RFワールド
- グリーン・エレクトロニクス
- FPGAマガジン

### かつて発行していた雑誌
- Design Wave Magazine（休刊）
- ディジタル・デザイン・テクノロジ（休刊）
- エレキジャック（休刊）